# Park Fryderyka Chopina w Poznaniu

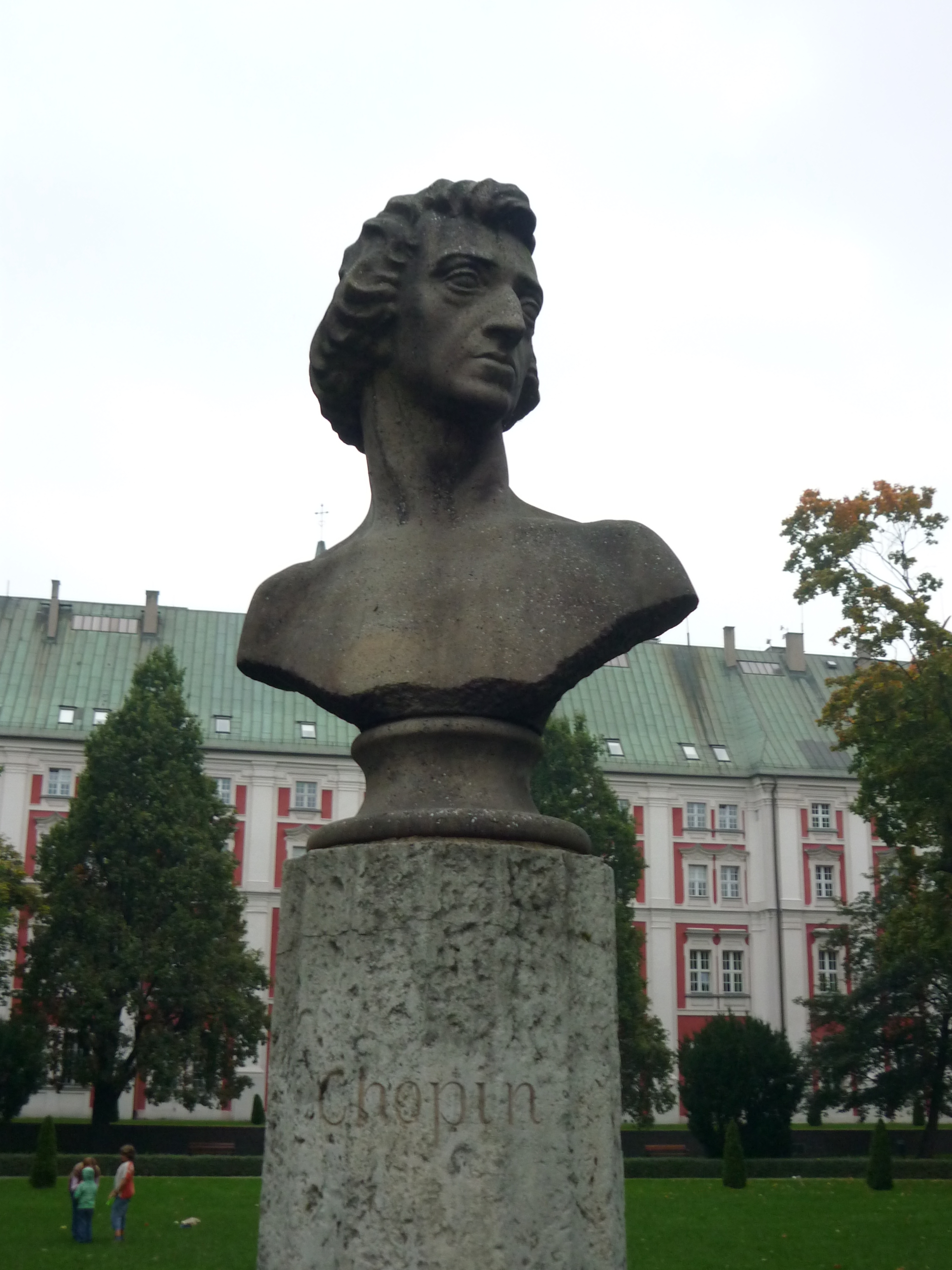
Pomnik Chopina

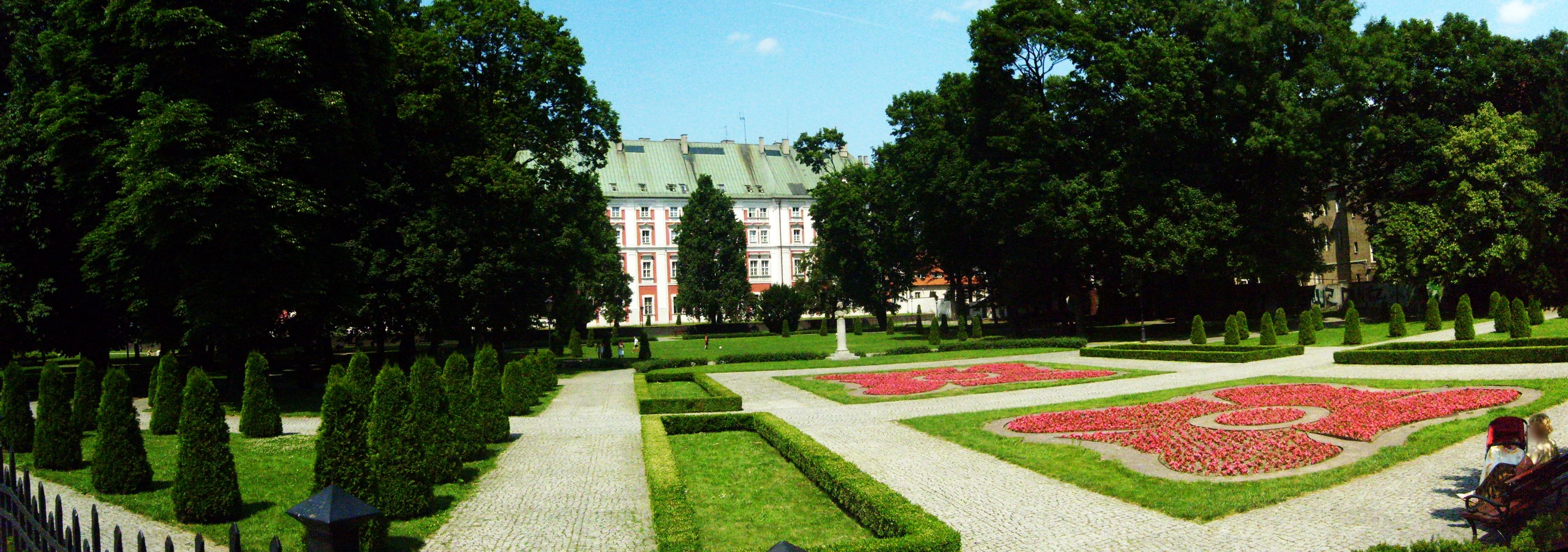
Widok na park latem

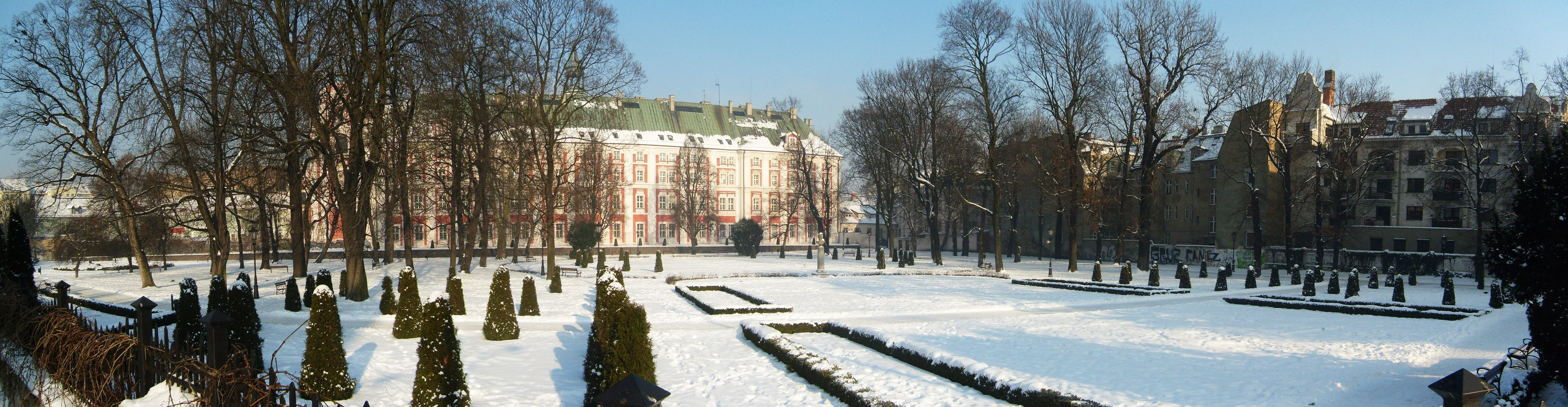
Park zimą

Park Fryderyka Chopina w Poznaniu – najstarszy istniejący park miejski w Poznaniu na Starym Mieście. Znajduje się przy ul. Podgórnej, na tyłach kolegium jezuickiego (obecnego Urzędu Miasta).

## Historia
Park to dawny ogród jezuicki, założony w końcówce XVII wieku. Pełnił rolę podręcznego ogrodu botanicznego dla mnichów do 1775, potem spełniał tę samą funkcję dla gimnazjum św. Marii Magdaleny. Od 1815 objął go w posiadanie Antoni Henryk Radziwiłł, namiestnik Wielkiego Księstwa Poznańskiego z zamiarem urządzenia ogrodu dworskiego. Połączył w nim szpalerowy ogród francuski z elementami parku angielskiego. Przestrzeń ogrodu była miejscem wielu spotkań o charakterze zarówno rozrywkowym, jak i politycznym. Przeprowadzano tu wiele rozmów dyplomatycznych o istotnym dla całego Księstwa znaczeniu. W okresie wzmożonej germanizacji Polakom zakazano wstępu na ten teren.
W okresie międzywojennym park należał do siedziby wojewody w kolegium jezuickim, a w 1938 przebito ul. Podgórną, dzieląc założenie na dwie części. W czasach PRL urządzono w części kolegium przedszkole, a park służył jako jego ogród zabaw. W początkach XXI wieku, po drobiazgowej rewitalizacji, parkowi przywrócono pierwotną świetność, wybudowano ogrodzenie i zrealizowano małą architekturę. W centrum stoi pomnik Fryderyka Chopina.

## Przyroda
Na najstarszy drzewostan składają się następujące gatunki: lipa drobnolistna (obwód 3 m), klon jawor, klon zwyczajny, dąb czerwony, platan, jesion wyniosły, orzech szary i bożodrzew gruczołowaty.

## Dojazd i otoczenie
Dojazd zapewniają tramwaje do przystanku Wrocławska lub Plac Bernardyński. W pobliżu parku znajduje się m.in. dom handlowy Kupiec Poznański i dawny Hotel Saski.

## Godziny otwarcia
Park otwarty jest w sezonie letnim (1 kwietnia - 30 września) w godzinach 07:00-22:00, w sezonie zimowym (1 października - 31 marca) w godzinach 07:00-20:00.